# Єжи Кавалерович
Єжи Францішек Кавалерович (пол. Jerzy Franciszek Kawalerowicz; 19 січня 1922, Гвіздець біля Коломиї — 27 грудня 2007, Варшава) — польський режисер і сценарист, співзасновник та перший голова Польської асоціації кінематографістів (1966—1978), викладач Державної вищої школи кіно, телебачення і театру імені Леона Шиллера в Лодзі, посол до Сейму ПНР (1985—1989) від Польської об'єднаної робочої партії.

## Біографія

### Молодість та освіта
Народився і був вихований у селі Гвіздець, ЗУНР (за польським адміністративним поділом, Станиславівського воєводства Другої Речі Посполитої; нині Коломийський район Івано-Франківської області, Україна). Його батьком був Едвард Кавалерович, начальник поштового відділення вірменського походження , а його матір'ю була Зофія Клементувна. Кілька поколінь до цього прізвище звучало як Каваларян. Родина Кавалеровичів жила в полікультурній спільноті, що складалася з поляків, українців, росіян та вірмен.
По закінченні середньої школи його подальшу освіту перервала Друга світова війна. Під час радянської окупації він жив з родиною у Станиславові. Коли місто було окуповане німцями в 1941 році, він займався різною діяльністю. Спочатку працював у німецькому локомотивному депо, потім вантажником на станції у Станіславові та складником. У 1944 році, рятуючись від німців, що шукали його брата Вітольда, сім'я Кавалеровича переїхала до Кракова.
Після війни, коли польські східні території були включені до складу Радянського Союзу, родині Кавалеровича довелося залишитися в Кракові. У 1946—1949 роках навчався в Академії образотворчих мистецтв у Кракові (пол. Akademia Sztuk Pięknych w Krakowie), під час навчання в 1946 році пройшов курс підготовки в Інституті кіно (пол. Instytut Filmowy). Розпочав свою кінокар'єру асистентом режисера у фільмах «Заборонені пісні» (1946) Леонарда Бучковського, «Останній етап» (1947) Ванди Якубовської, «Сталеві серця» (1948) Станіслава Урбановича, «Повернення» (1947) Боживоя Земана та «Диявольська балка» (1949) Алда Вергана та Тадеуша Канського.

### Соціалістичний реалізм (1952—1956)

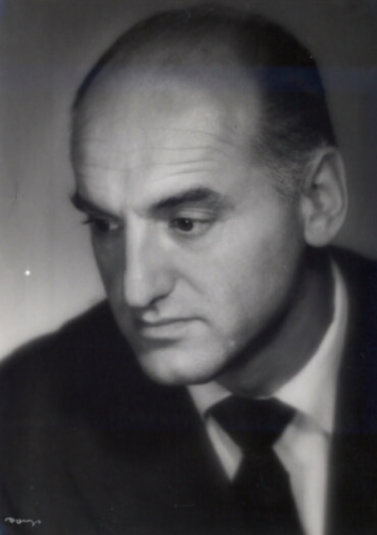
Портрет Єжи Кавалеровича (1956)

У 1951 році Кавалерович зняв свій перший незалежний фільм - «Громада». Цей дебют, збережений в соцреалістичній поетиці, представляв конфлікт між більшістю мешканців громади, які хочуть побудувати кооперативний млин, та куркулями, які охороняють свої інтереси. "Громада" нагороджена на Міжнародному кінофестивалі у Карлових Варах за "реалістичне відображення класової боротьби на селі", насправді послужила пропагандистським посланням. Біограф Кавалеровича Ян Рек писав, що "Громада" "хоч і розкриває суть конфлікту на селі, але приписує право у цій суперечці лише колективу, позбавляючи глядача можливості знати, які передумови стоять за цим".
Наступними двома фільмами Кавалеровича, присвяченими класовій боротьбі, стали екранізація роману Ігоря Неверлі "Пам'ятка з целюлози". Екранізація прози Неверлі була розділена на дві частини: "Целюлоза" (1953) та "Під фригійською зіркою" (1954). Герой Целюлози, молодий селянин, Щесний (Юзеф Новак) отримує в 1930-х роках ХХ століття  шанс на соціальне просування і проходження прискореного уроку зрілості. Він переїжджає до міста, де має шанс долучитися до робітничого руху. Фільм «Під фригійською зіркою» також висвітлює тему любові головного героя до Марії (Люцина Вінницька, пізніше дружина режисера). Зрештою Щесний залишає місто, щоб взяти участь у громадянській війні в Іспанії на боці республіканців.Незважаючи на те, що вплив  італійського неореалізму можна було виявити особливо в декорації, внутрішньокадровім монтажі та портретах людей із соціальних низин, диптих Кавалеровича дотримувався суворих правил соціалістичної реалістичної поетики.  
Вплив згаданої поетики зберігалася і в четвертому повнометражному фільмі Кавалеровича - "Тінь" (1956). Його герой Біскупік (Ігнацій Маховський) гине, вистрибуючи з поїзда. Послідовність об’єктивних відносин, які переплітаються із суб’єктивними, спрямована на те, щоб показати особистість Біскупіка. Спочатку його підозрюють у нападі на дві групи, які воювали в підпіллі під час німецької окупації Польщі під час Другої світової війни, пізніше - для захисту подвійного шпигуна, активного після війни; лише остання версія підриває дві вищезазначені. "Тінь" все ще використовує схему, типову для соціалістичного реалізму, але режисер поставив цю поетику під сумнів завдяки використанню неймовірного наративу.

### Період польської кіношколи (1956—1960)
У 1955 році в результаті реорганізації польської кіноіндустрії виробництво фільмів децентралізувалось. Були створені кінокоманди, зокрема «Кадр». Кавалерович взяв на себе його мистецьке керівництво. У 1957 році він зняв перший фільм польської кіношколи, який був позбавлений соціалістичного реалізму. Фільм «Справжнє закінчення Великої війни» представляє долю Джуліана Зборського (Роланд Гловацький), колись архітектора і танцівника, який вижив у концтаборі під час Другої світової війни, що серйозно позначилося на його психічному здоров'ї. Коли після війни він повертається до своєї дружини (Вінницької), для нього вже не має місця. Метод зображення суб'єктивних спогадів Джуліана з табору, знятий рухомою камерою з какофонічним звуковим супроводом із зображенням табірної травми головного героя, був новаторським у масштабах польського кіно.
Однак Кавалерович отримав успіх за кордоном завдяки фільму про сучасні проблеми. Фільм «Поїзд» (1959), реалізований за зразком кримінального трилера і в в той же час мелодрами. Герої фільму — Марта (Вінницька) та Єжи (Леон Нємчик) — несподівано опиняються в одному спальному купе поїзда на маршруті Варшава-Гель, і поліцейські шукають у поїзді вбивцю, який вбив свою дружину . Режисер вступив в полеміку з мілітаристською спадщиною польської кіношколи, що знайшла своє відображення в іронічному рішенні обрати на роль переслідувача Марти Збігнєва Цибульського, знаного з фільму «Попелом і діамантами» (1958) Анджея Вайди. «Поїзд» був удостоєний Золотої качки за найкращий фільм та Премії Євротехніка (Premio Evrotecnica) імені Жоржа Мельєса на 20-му Міжнародному кінофестивалі у Венеції.
У 1955 році в результаті реорганізації польської кіноіндустрії виробництво фільмів децентралізувалось. Були створені кінокоманди, зокрема «Кадр». Кавалерович взяв на себе його мистецьке керівництво. У 1957 році він зняв перший фільм польської кіношколи, який був позбавлений соціалістичного реалізму. Фільм «Справжнє закінчення Великої війни» представляє долю Джуліана Зборського (Роланд Гловацький), колись архітектора і танцівника, який вижив у концтаборі під час Другої світової війни, що серйозно позначилося на його психічному здоров'ї. Коли після війни він повертається до своєї дружини (Вінницької), для нього вже не має місця. Метод зображення суб'єктивних спогадів Джуліана з табору, знятий рухомою камерою з какофонічним звуковим супроводом із зображенням табірної травми головного героя, був новаторським у масштабах польського кіно.
Однак Кавалерович отримав упіх за кордоном завдяки фільму про сучасні проблеми. Фільм «Поїзд» (1959), реалізований за зразком кримінального трилера і в в той же час мелодрами. Герої фільму — Марта (Вінницька) та Єжи (Леон Нємчик) — несподівано опиняються в одному спальному купе поїзда на маршруті Варшава-Гель, і поліцейські шукають у поїзді вбивцю, який вбив свою дружину . Режисер вступив в полеміку з мілітаристською спадщиною польської кіношколи, що знайшла своє відображення в іронічному рішенні обрати на роль переслідувача Марти Збігнєва Цибульського, знаного з фільму «Попелом і діамантами» (1958) Анджея Вайди. «Поїзд» був удостоєний Золотої качки за найкращий фільм та Премії Євротехніка (Premio Evrotecnica) імені Жоржа Мельєса на 20-му Міжнародному кінофестивалі у Венеції.
У 1960 році Кавалерович закінчив роботу над «Матір'ю Джоанною з Ангелів» — екранізацією новели Ярослава Івашкевича під тією самою назвою. Головний герой фільму — священник-єзуїт Сурин (Мечислав Войт), який приходить до жіночого монастиря, дізнавшись про те, що черниці одержимі демонами. Головною віссю фільму є психологічний поєдинок між Суриною та матір'ю монастиря Джоанною (Вінницька). Аскетична постановка «Матері Джоанни з Ангелів», що нагадує фільми Карла Теодора Дреєра, забезпечила цей твір мистецьким успіхом. Окрім Золотої качки в Польщі, Кавалерович також отримав премію журі на 14-му Міжнародному кінофестивалі у Каннах (1961).

### Кіно 1960-1970-х (1966—1977)

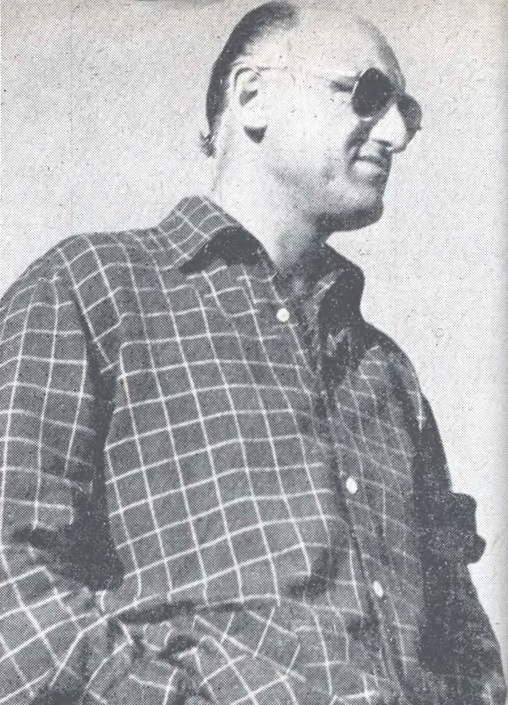
Єжи Кавалерович (1969)

Дебютував режисером у 1951 році в соцреалістичному фільмі «Громада» після періоду створення пропагандистських художніх фільмів (в тому числі Целюлоза з 1953 року), став одним із провідних представників польської кіношколи. Прославився як режисер фільмів, нагороджених за кордоном, «Потяг» (1959), «Мати Джоанна з Ангелів» (1960) і «Смерть президента» (1977). Він також адаптував прозу Болеслава Пруса (Фараон, 1966) та Генріка Сенкевича (Куди ідеш, 2001). За режисуру «Фараона» був номінований на премію «Оскар» за найкращий міжнародний художній фільм, інша його екранізація — «Аустерія» (1983) за однойменним романом Джуліана Стрийковського — забезпечила йому «Золотого лева» на Польському кінофестивалі у Гдині.
Створив ряд фільмів, котрі викликали розголос в усьому світі. Був одним зі співтворців польської школи кіно. Отримав кілька відомих нагород за свою творчість: Спеціальну нагороду Каннського кінофестивалю за «Мати Йоанна від янголів» у 1961 році, Срібного ведмедя на Берлінському кінофестивалі за «Смерть президента» і номінацію на Оскара.
Від 1955 року керував Кінооб'єднанням «Kadr» (тепер Кіностудія Kadr). Був художнім керівником близько сотні фільмів відомих польських режисерів: Анджея Мунка, Анджея Вайди (напр. Попіл і діамант), Єжи Антчака, Казімежа Куца, Януша Морґенштерна, Тадеуша Конвіцького, Юліуша Махульського (напр. Вабанк).
Був співзасновником і першим президентом Асоціації польських кінематографістів. Займав цю позаду впродовж кількох десятиліть, зокрема у важкі часи конфліктів між кінематографістами та тогочасною комуністичною владою.
Від 1980 року викладав у кіношколі Лодзі. В 1954—1990 роках був членом Польської об'єднаної робітничої партії. В 1985—1989 роках був послом до Сейму ПНР ІХ скликання. В 1981—1983 роках був членом Президії Загальнопольського комітету Фронту єдності народу.
1998 року став почесним професором Сорбонни, а 2001 — кіношколи у Лодзі.
Чотири тижні перед смертю отримав інсульт і впав у кому. Не прийшов до тями, помер у віці 85 років. 7 січня 2008 року був похований на кладовищі Військові Повонзки у Варшаві.
Був одружений з Люциною Вінницькою. Разом вони мали двоє дітей: Аґату і Пйотра.

## Визнання, нагороди, відзнаки, вшанування пам'яті

### Нагороди
- Орден Трудового Прапора 1-го класу (1975) з нагоди 30-ї річниці кінематографії в Народній Польщі[4] ,
- Великий хрест Ордена Відродження Польщі (15 січня 1997 року)[10],
- Лицарський хрест ордена Відродження Польщі (1954)[11],
- Командорський хрест ордена Відродження Польщі (1959)[4],
- Медаль 10-річчя Народної Польщі (1955)[12],
- Медаль 30-річчя Народної Польщі[13],
- Медаль 40-річчя Народної Польщі (1984)[14],
- Золота медаль «За заслуги перед культурою Gloria Artis» (5 вересня 2005 року)[15][16].

Визнання, відзнаки
- Почесний доктор Паризького університету Сорбони II (1998)[4] ,
- Почесний доктор Польської національної кіношколи в Лодзі (2000)[17],
- Нагорода за життєві досягнення на Міжнародному кінофестивалі в Мар-дель-Плата (2002)[4],
- Приз імені Луїса Буньюела на 31-му кінофестивалі в Уесці (2003)[4],
- Премія Орла за життєві досягнення (2005)[4],
- Спеціальна нагорода «Платинові леви» за життєві досягнення на 32-му Фестивалі польського ігрового кіно у Гдині (2007)[4].

### Пам'ять
Від 21 травня 2010 року ім'я режисера отримала пара потягів Interregio, які курсують між Варшавою і Лодзю.

## Фільмографія

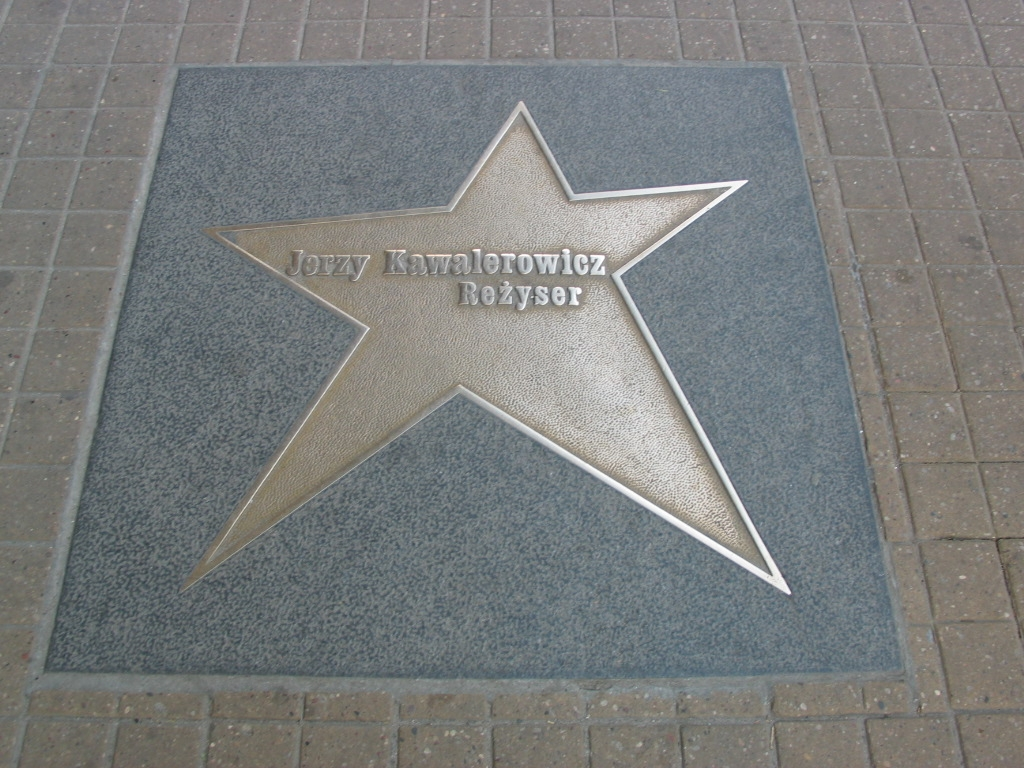
Зірка на Алеї зірок у Лодзі

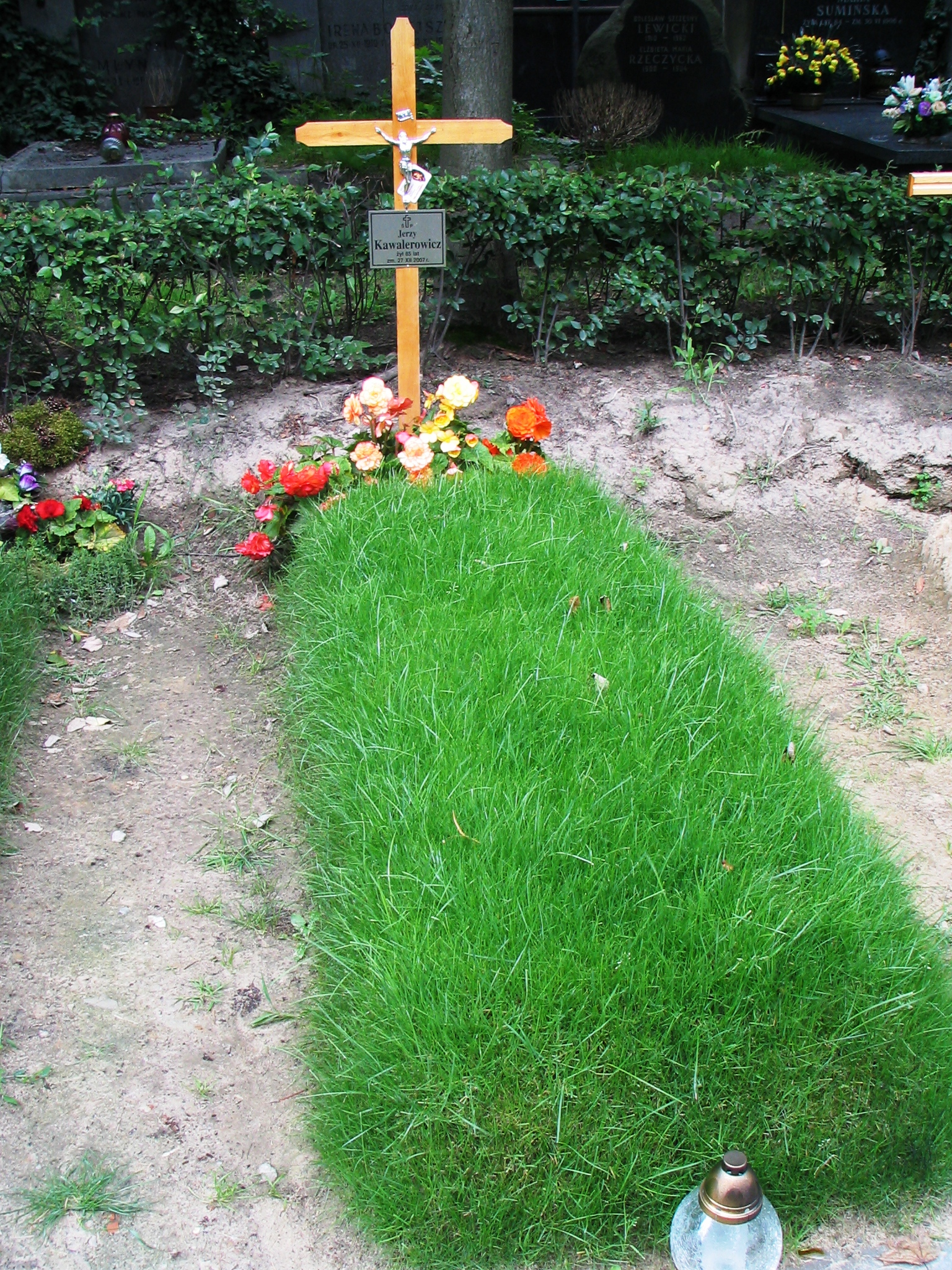
Місце поховання, кладовище Військові Повонзки, Варшава

- - Громада (1951) - сценарист і режисер
  - Целюлоза (1953 - 1954) - сценарист і режисер
  - Під фригійською зірко (1954) - сценарій та режисура
  - Тінь (1956) - режисер
  - Справжній кінець Великої війни (1957) - сценарист і режисер
  - Поїзд (1959) - сценарист і режисер
  - Мати Джоана з Ангелів (1960) - сценарій і режисер
  - Фараон (1966) - сценарист і режисер
  - Гра (1968) - сценарист і режисер
  - Маддалена (оригінальна назва: Маддалена, 1971) - сценарій і режисер
  - Смерть президента (1977) - сценарій і режисер
  - Зустріч в Атлантиці (1980) - сценарист і режисер
  - Аустерія (1983) - сценарист і режисер
  - В'язень Європи (1989) - сценарист і режисер
  - Діти Бронштейна (оригінальна назва: Bronsteins Kinder, 1990) - сценарист і режисер
  - Для чого? (1995) - сценарист і режисер
  - Quo vadis (2001) - сценарист і режисер